# 15248 Hidekazu
15248 Kumeta eller 1989 WH3 är en asteroid i huvudbältet som upptäcktes den 29 november 1989 av de båda japanska astronomerna Kazuro Watanabe och Kin Endate vid Kitami-observatoriet. Den är uppkallad efter Hidekazu Yamato.